# Trafność różnicowa
Trafność różnicowa lub dywergencyjna – w metodologii, stopień w jakim wskaźniki badawcze lub psychometryczne, mierzące w założeniu różne konstrukty teoretyczne, są w praktyce faktycznie niezależne. 
Pojęcie wprowadzili, obok trafności zbieżnej, Donald T. Campbell i Donald Fiske w 1959 r., omawiając aspekty i metody oceny trafności pytań i skal psychometrycznych. Wskazali oni, że trafny wskaźnik powinien:
- być zbieżny z innymi miarami tego samego konstruktu (trafność zbieżna), oraz
- silnie odróżniać się od miar innych konstruktów (trafność różnicowa).

Tego rodzaju trafność można oceniać w oparciu o testy korelacji, lub specjalnie do tego zaprojektowane narzędzia statystyczne, takie jak AVE-SE, HTMT lub podejścia mieszane. W przypadku prostego testu korelacji, stosuje się poprawkę na rzetelność miar obu konstruktów, zgodnie ze wzorem: 
{\displaystyle {\cfrac {r_{xy}}{\sqrt {r_{xx}\cdot r_{yy}}}}}
Nie przyjęto jednej konwencji progowej wartości, która wskazywałaby na wysoką trafność różnicową – często spotykaną propozycją jest wartość <0,85.
Przykładowo, Brackett i Mayer przeprowadzili badanie trafności różnicowej (oraz zbieżnej i przyrostowej) kilku testów mierzących inteligencję emocjonalną, w zestawieniu m.in. z testem osobowości modelu „wielkiej piątki”. Sprawdzenie tego było ważne, ponieważ cechy osobowości mają silne teoretyczne powiązania z emocjami, co uzasadnia podejrzenie, że oba konstrukty mogą się w praktyce pokrywać. Koncepcja inteligencji emocjonalnej była kilkakrotnie krytykowana jako redundantna wobec cech osobowości. Test MSCEIT oparty na koncepcji IE Mayera, Saloveya i Caruso okazał się w tej analizie, według autorów, trafny różnicowo, to znaczy najmniej skorelowany z miarami cech osobowości.